# Mobu
Mobu ou Mobumrin, est une langue Kru parlée par l'ethnie Aïzi (Ahizi) sur les rives de la lagune Ébrié en Côte d'Ivoire. Elle n'est pas intelligible avec le lele (Tiagba), également parlé par les Aïzi sur la lagune. L'endonyme est Mobuin et le nom pour tous les Aïzi est Frukpu.